# Hédóné
Hédóné (ógörögül: ἡδονή, hēdonē) ókori görög szó, amely "örömöt" jelent. Fontos fogalom volt az ókori görög filozófiában, különösen az epikureus iskolában. Ez a szó az angol "hedonism" (hedonizmus) kifejezés gyökere is.
A görög mitológiában Hédóné az öröm, élvezet és gyönyör istennőjeként jelenik meg, aki Erósz (a szerelem) és Pszükhé (a lélek) kapcsolatából született. Különösen az érzéki örömökhöz kapcsolták. Ellentétei az Algéi voltak, a fájdalom megtestesítői. Római mitológiabeli megfelelője Voluptas. Nincs bizonyíték arra, hogy valaha kultuszi tiszteletben részesült volna.

## Hédóné Arisztotelésznél
Arisztotelész a pathé két elemének vagy összetevőjének egyikeként azonosította, a másik pedig a lüpé, azaz a fájdalom. Arisztotelész így írta le a pathét: "Legyenek az érzelmek mindazok a dolgok, amelyek miatt az emberek megváltoztatják véleményüket és eltérnek ítéleteikben, és amelyekhez fájdalom és öröm társul."
Hédóné Arisztotelész erényről szóló elméletének része, amely szerint az "öröm" (a fájdalommal együtt) feltárja az ember jellemét. Jó dolognak számít, ha egy erényes élet következménye - szemben Arisztipposz álláspontjával, aki szerint a hédóné "teljesen jó". Példa erre a helyénvaló öröm vagy oikeia hédóné fogalma, amelyet Arisztotelész a Poétika-ban tárgyal, és a helyreállítás folyamatának tekint. Martin Heidegger Arisztotelész hédóné-felfogását úgy értelmezi, hogy az öröm a lélek mozgása, amelyből nyugalom fakad.

## Az epikureizmusban
Epikurosz filozófiájában a hédóné olyan örömként van leírva, amely erényes cselekedetekből származhat, de nem feltétlenül, míg egy másik örömforma, a terpszisz, mindig erényes. Egy másik epikureus értelmezés, amely megkülönbözteti a hédónét a terpszisztől, úgy határozza meg, mint egy epizodikus örömérzetet, amely lehet hasznos, de nem feltétlenül az. A Stanford Encyclopedia of Philosophy szerint Epikurosz a hédóné kifejezést kizárólag fizikai örömökre használja.

## Sztoicizmus
A sztoikusok negatív véleményt formáltak a hédónéról, azt állítva, hogy az ellentétes a természettel és az észszerűséggel. Ez a filozófiájuk azon álláspontjából érthető meg, hogy az érzelmek definíció szerint túlzóak, vagy olyan túlzott impulzusok, amelyek meghaladják a természetes értelem mértékét, és - mint más túlzások esetében - irracionalitáshoz és egyéb rosszhoz vezetnek.

## Lásd még
- Hedonizmus